# Михайлов, Руслан Андреевич
Руслан Андреевич Михайлов (22 сентября 1979, Гайдук, Краснодарский край, СССР) — российский футболист полузащитник.

## Карьера
Воспитанник новороссийского «Черноморца». Выступал за ряд клубов второго дивизиона. В 2006—2008 гг. играл в казахстанской Премьер-Лиге за «Восток» и «Жетысу». Всего в местной элите провел 24 матчей и провел 4 мяча. В 2008 году Михайлов вместе с «Жетысу» участвовал в розыгрыше Кубка Интертото. 22 июня в домашнем матче первого круга против венгерского «Гонведа» он отметился забитым мячом, который не помог его команде победить (1:2).